# ولی، گرجستان
ولی (به لاتین: Veli) یک منطقهٔ مسکونی در گرجستان است که در ناحیه گاگرا واقع شده‌است. ولی ۷۲ نفر جمعیت دارد و ۳۸۰ متر بالاتر از سطح دریا واقع شده‌است.